# Víctor Rodríguez
Víctor Rodríguez Romero (Barcelona, 23 de julho de 1989) é um futebolista profissional espanhol que atua como meia.

## Carreira
Víctor Rodríguez Romero começou a carreira no UE Vilajuiga.